# کاپری

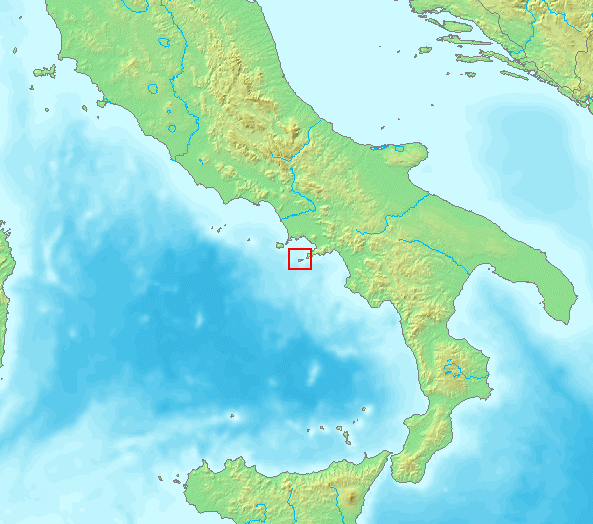
محل جزیرهٔ کاپری در اینالیا.

جزیره کاپری در جنوب ایتالیا در ورودی خلیج ناپل و نزدیک شهر ناپل واقع شده‌است.
این جزیره دارای شش کیلومتر طول و حداکثر دو ونیم کیلومتر عرض است. ارتفاع صخره‌های آهکی آن به ۲۷۵ متر می‌رسد و مرتفع‌ترین نقطه جزیره از سطح دریا ۵۸۶ متر است.
شهر کاپری با ارتفاع ۱۳۶ متر مقر اسقف است، که رفت و آمد به این شهر توسط قایق یا کشتی‌ از شهر ناپل و سایر شهرهای اطراف انجام می‌گیرد. ۷۸۴ پله از شهر تا اناکاپری (Anacapri) در دل صخره‌ها کنده شده‌است.
در غرب شهر غار آبی (Grotta Azzurra) واقع شده که غار بزرگی است که ورودی آن از دریا بیش از یک متر ارتفاع ندارد، اما داخل آن بسیار باشکوه است. تنها هنگام آرام بودن دریا ورود به این غار با قایقهای کوچک عملی است. این غار بیضی شکل ارتفاعی معادل ۱۲ متر دارد. طول آن ۵۰ متر و بزرگ‌ترین عرض آن نیز ۳۰ متر است. عمق آب در داخل غار ۱۵ متر می‌باشد.

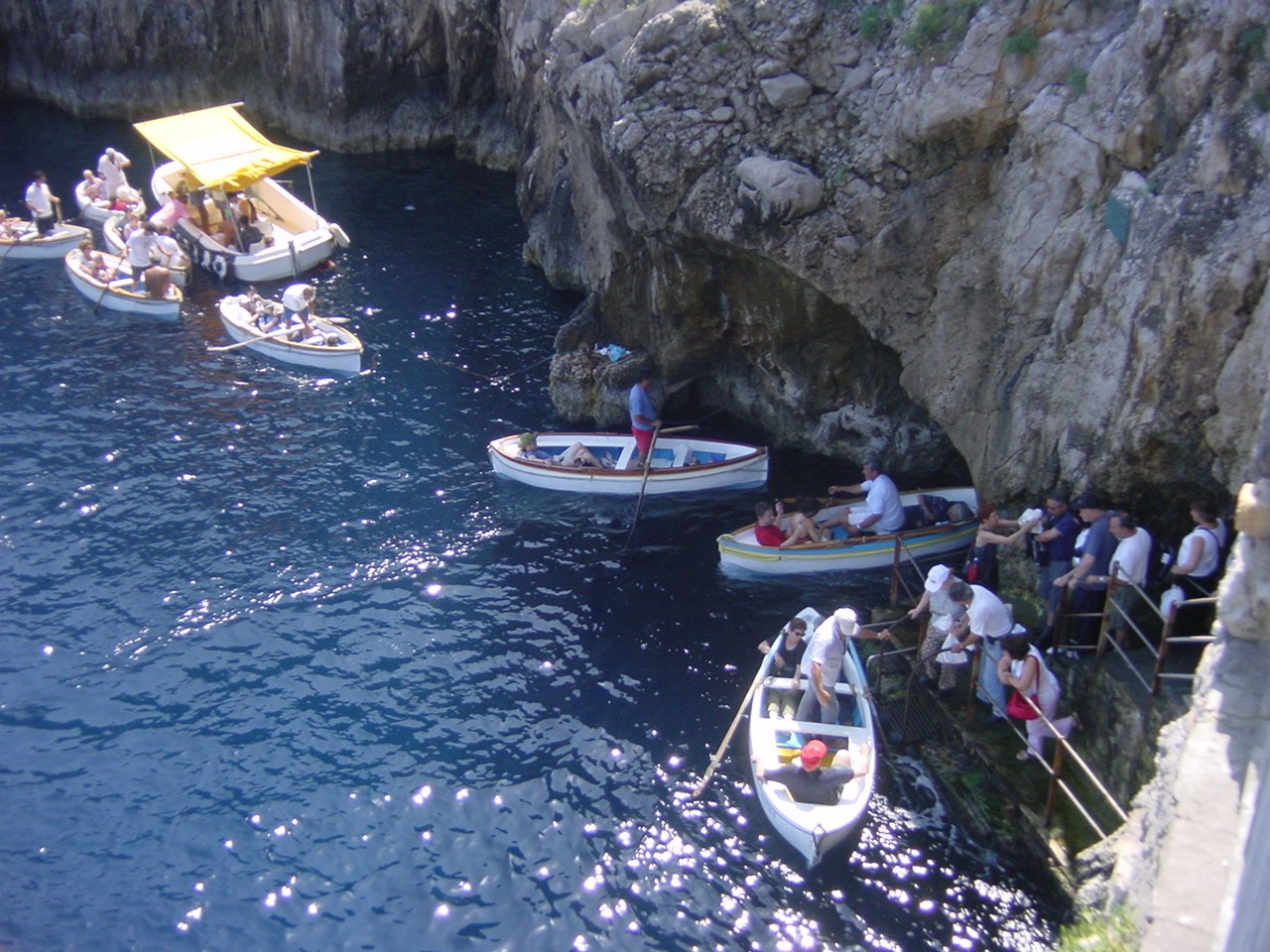
غار آبی کاپری.

کاپری دارای آثار باستانی زیادی متعلق به ماقبل تاریخ و امپراتوری رم است، از جمله خرابه‌های ۱۲ ویلای ساخته شده توسط امپراتور تیبریوس که ده سال در کاپری حکومت کرده بود.
با اینکه چشمه و رودخانه‌ای در کاپری وجود ندارد اما بارندگی زیاد باعث حاصلخیزی آن شده‌است و آن به مرکز تولید روغن زیتون، شراب و میوه تبدیل کرده‌است.
گردشگری اصلی‌ترین منبع درآمد جزیره‌نشینان است.

## جمعیت
طبق آمار سال ۱۹۹۰ در این جزیره ۱۰ کیلومتر مربعی ۷۴۰۰ نفر ساکن هستند.

## نگارخانه

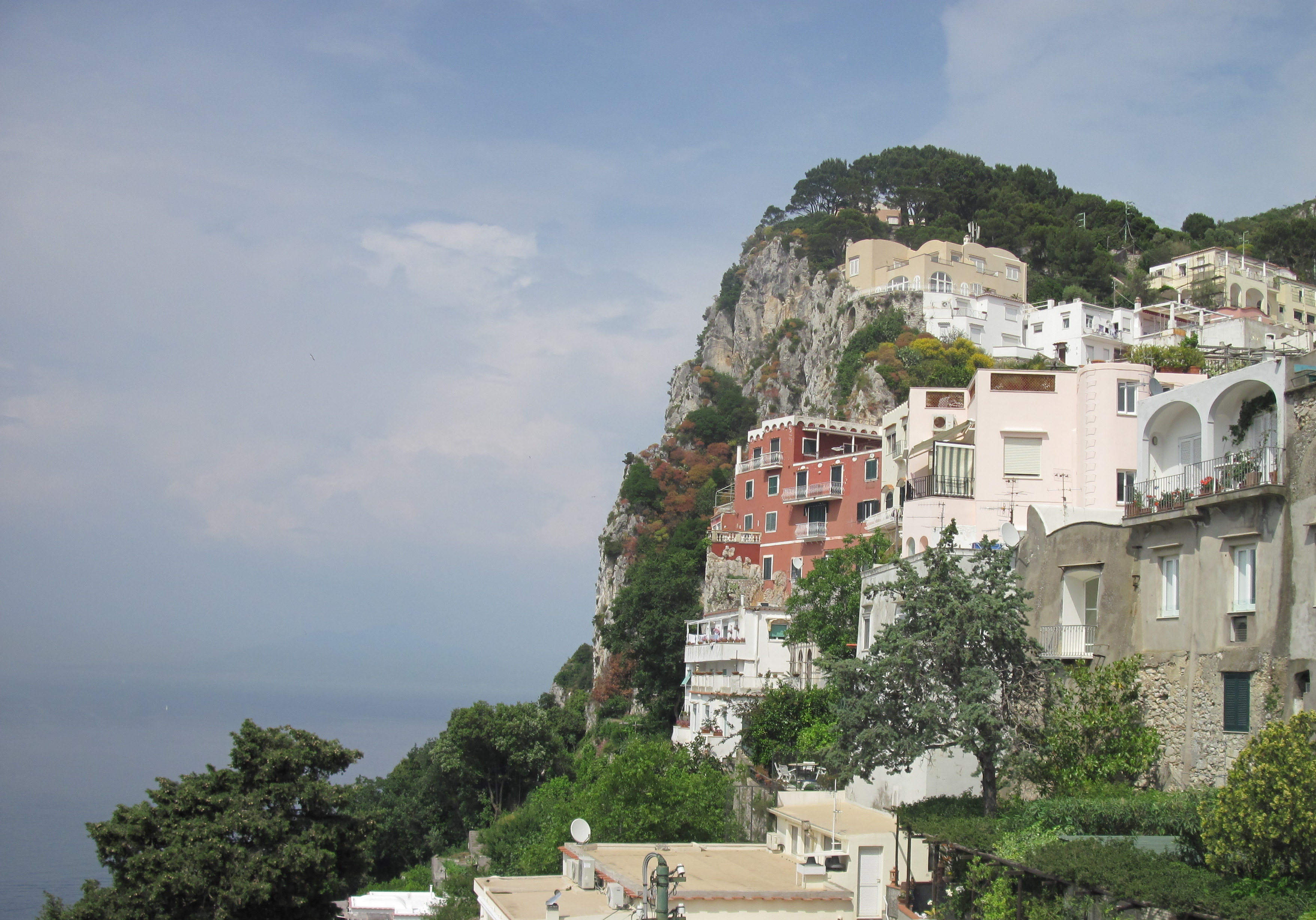
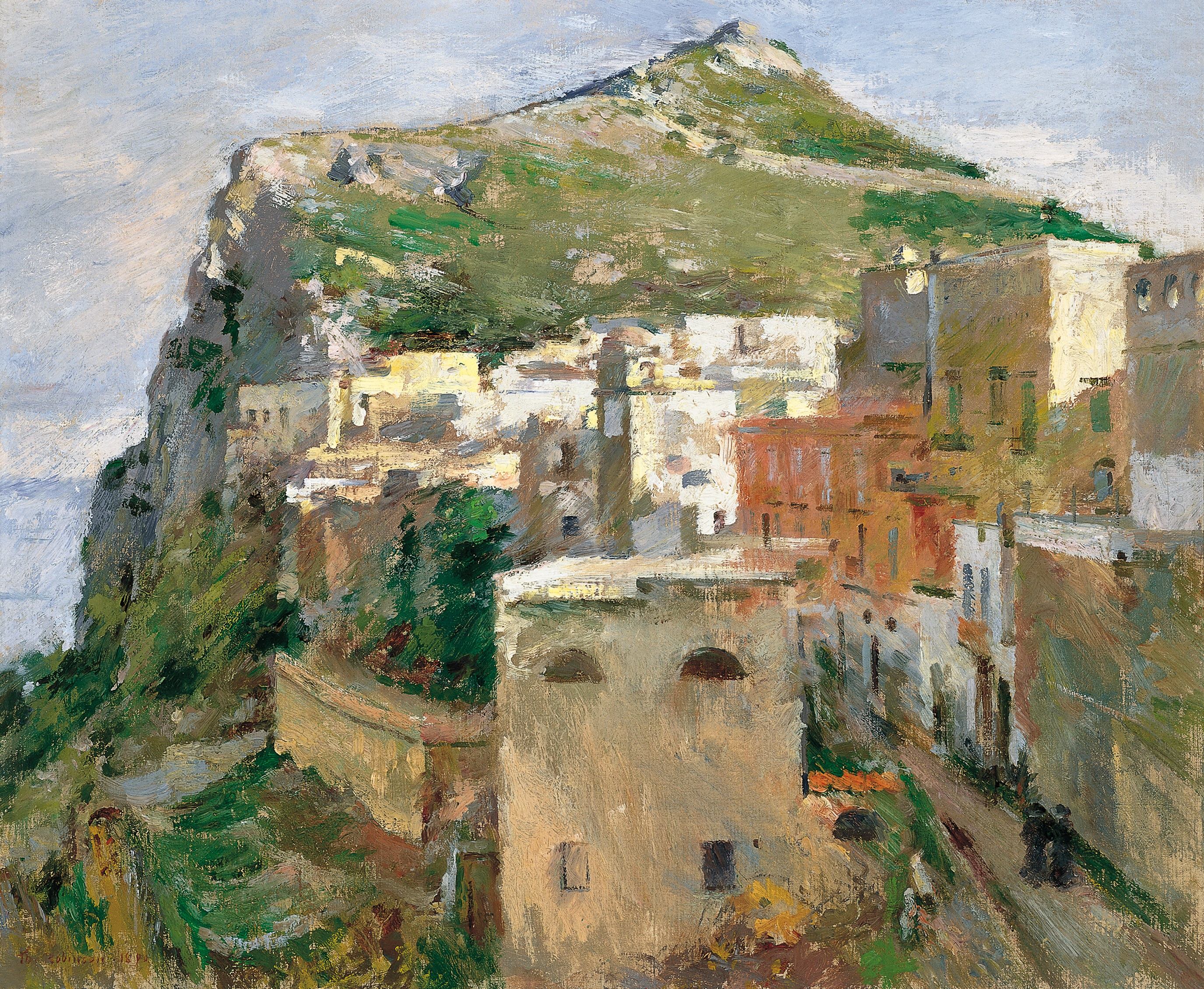
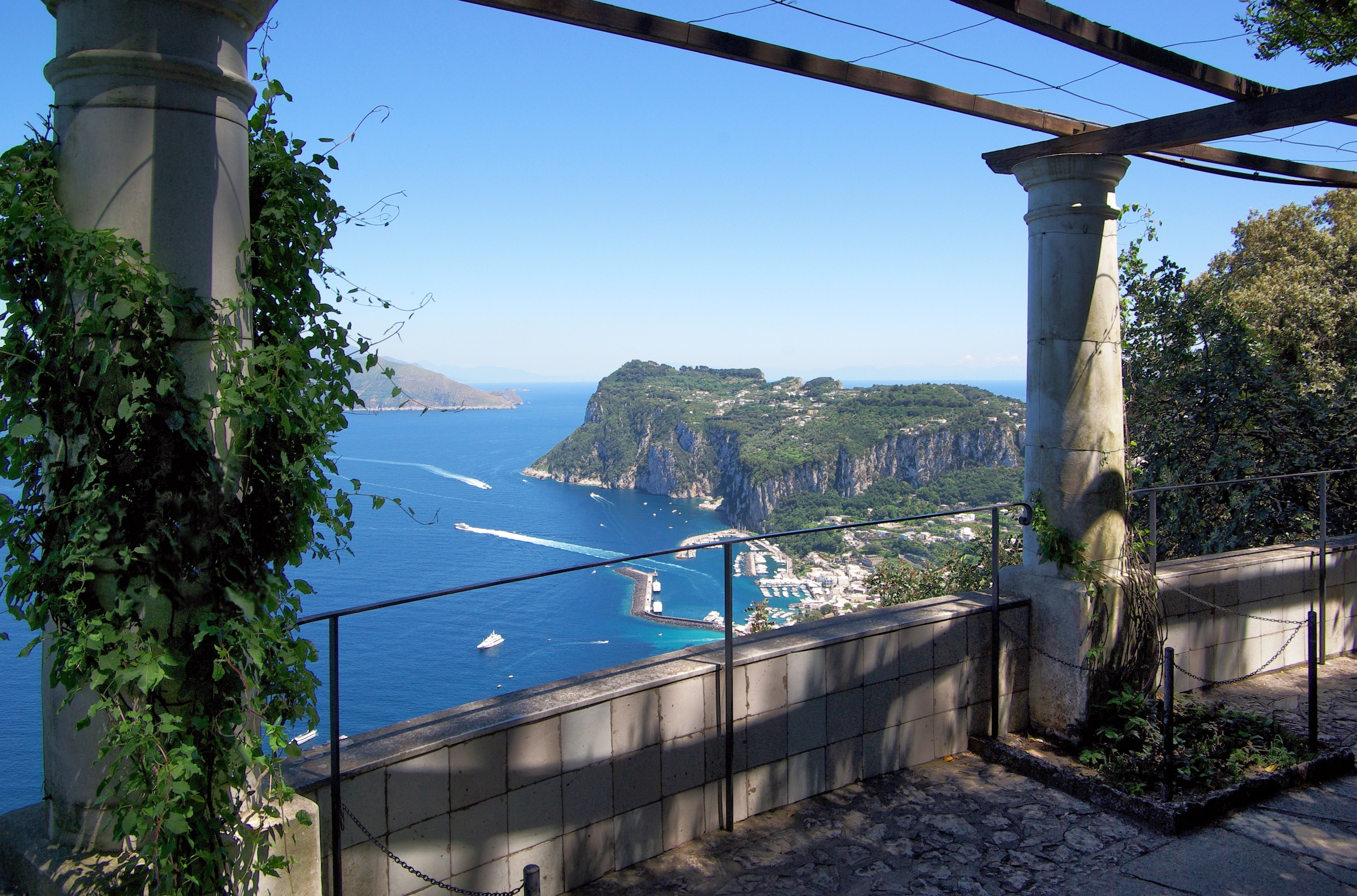
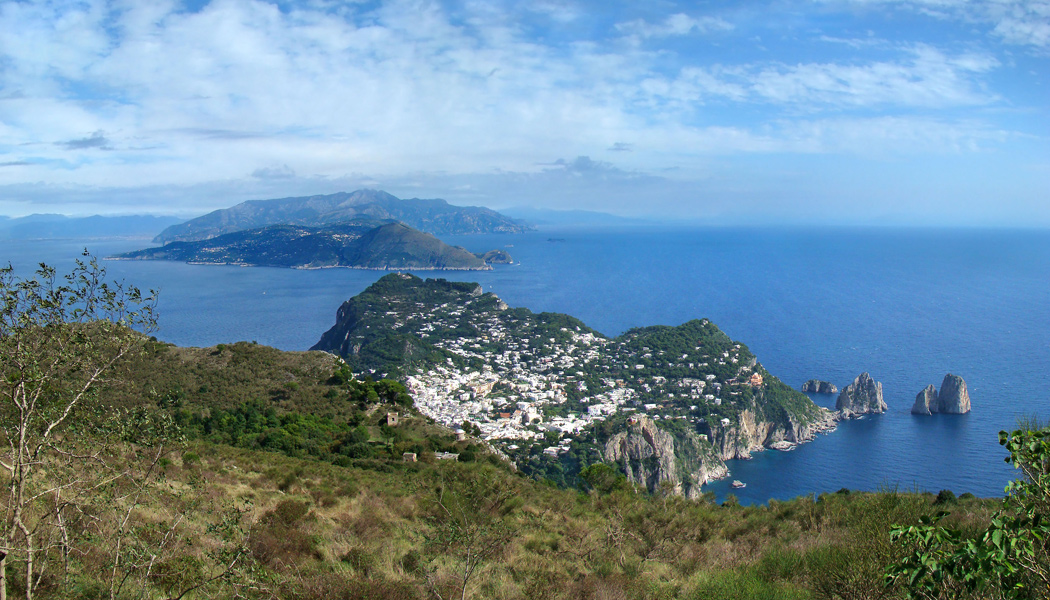
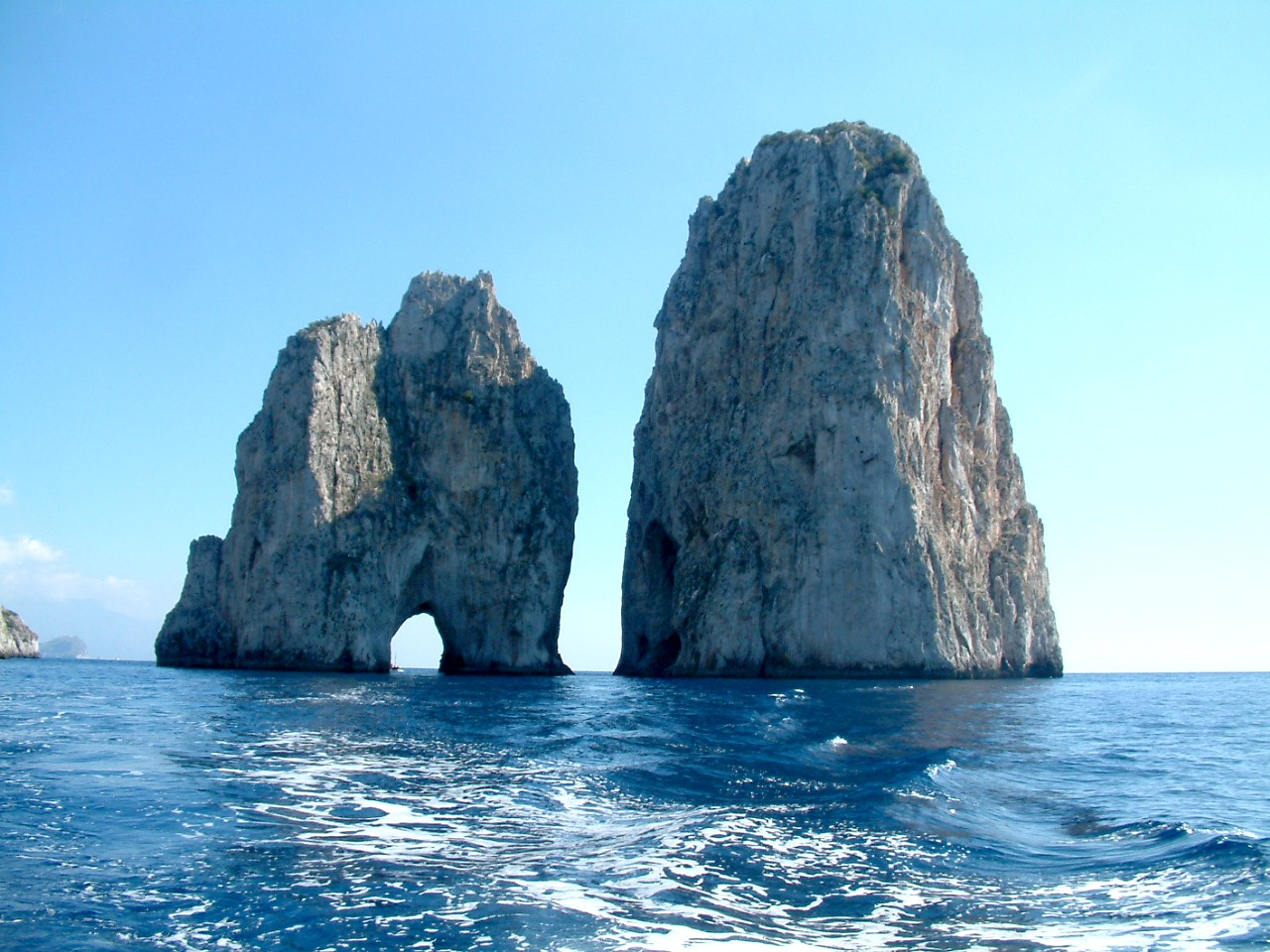
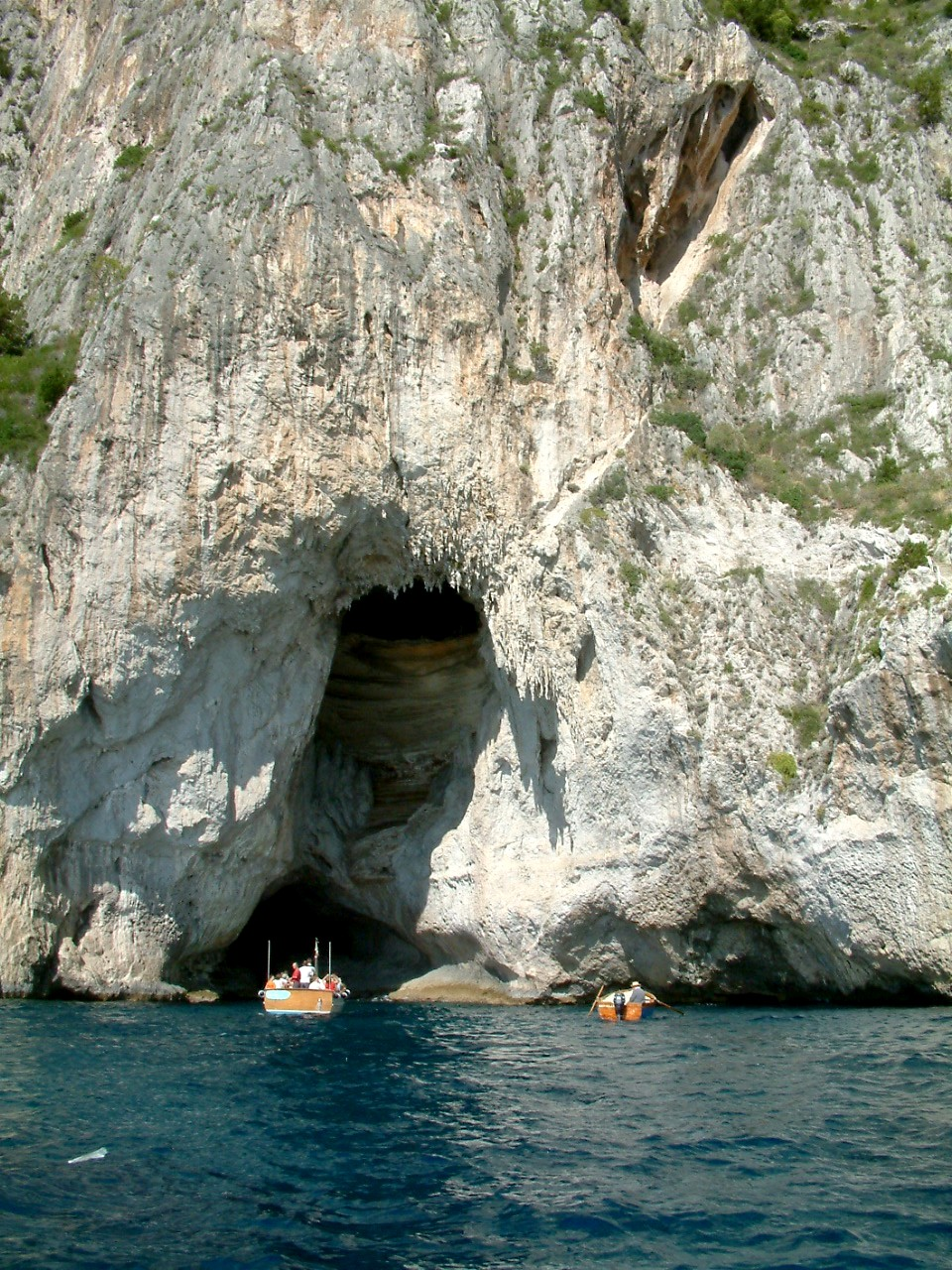
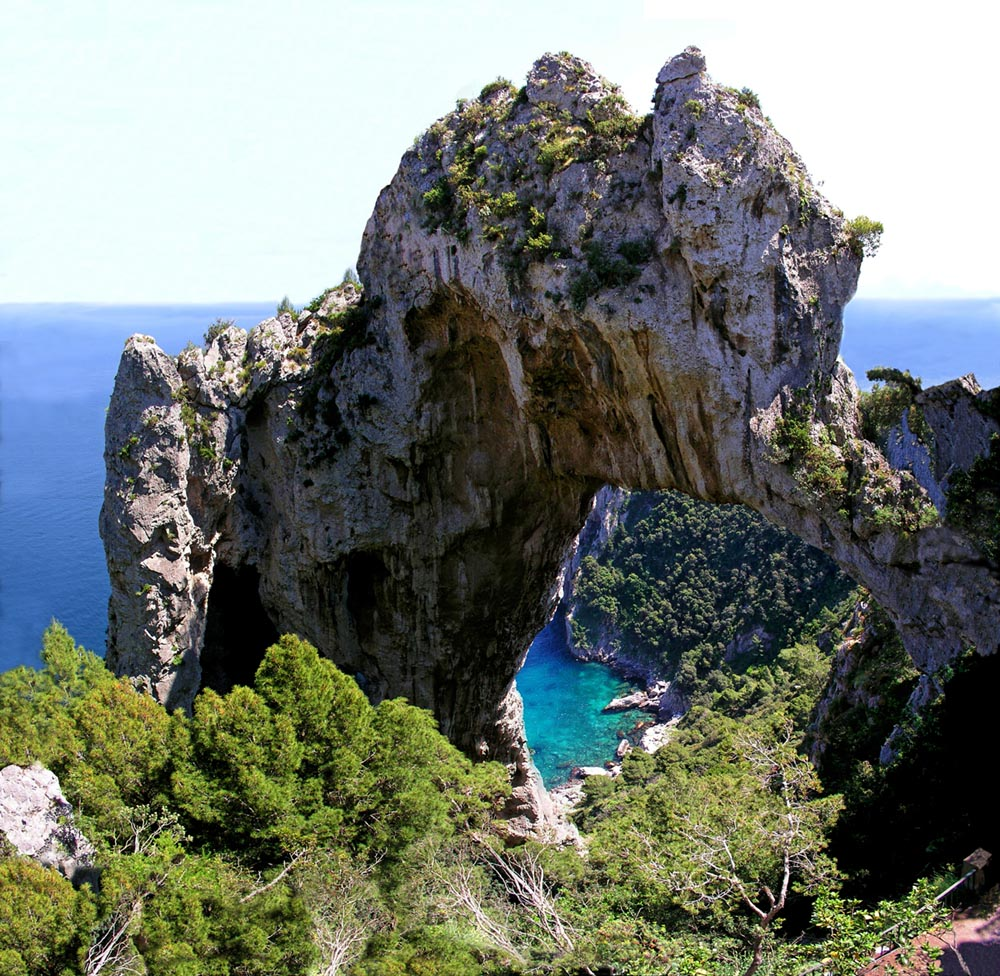
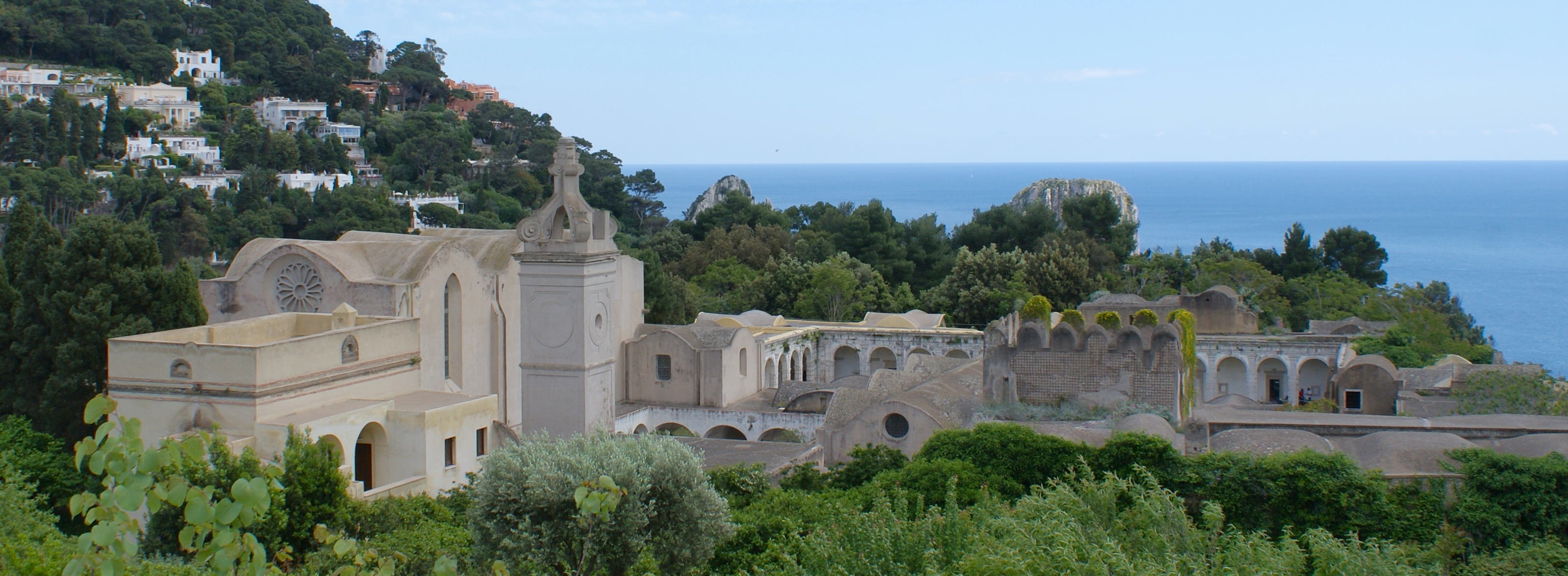
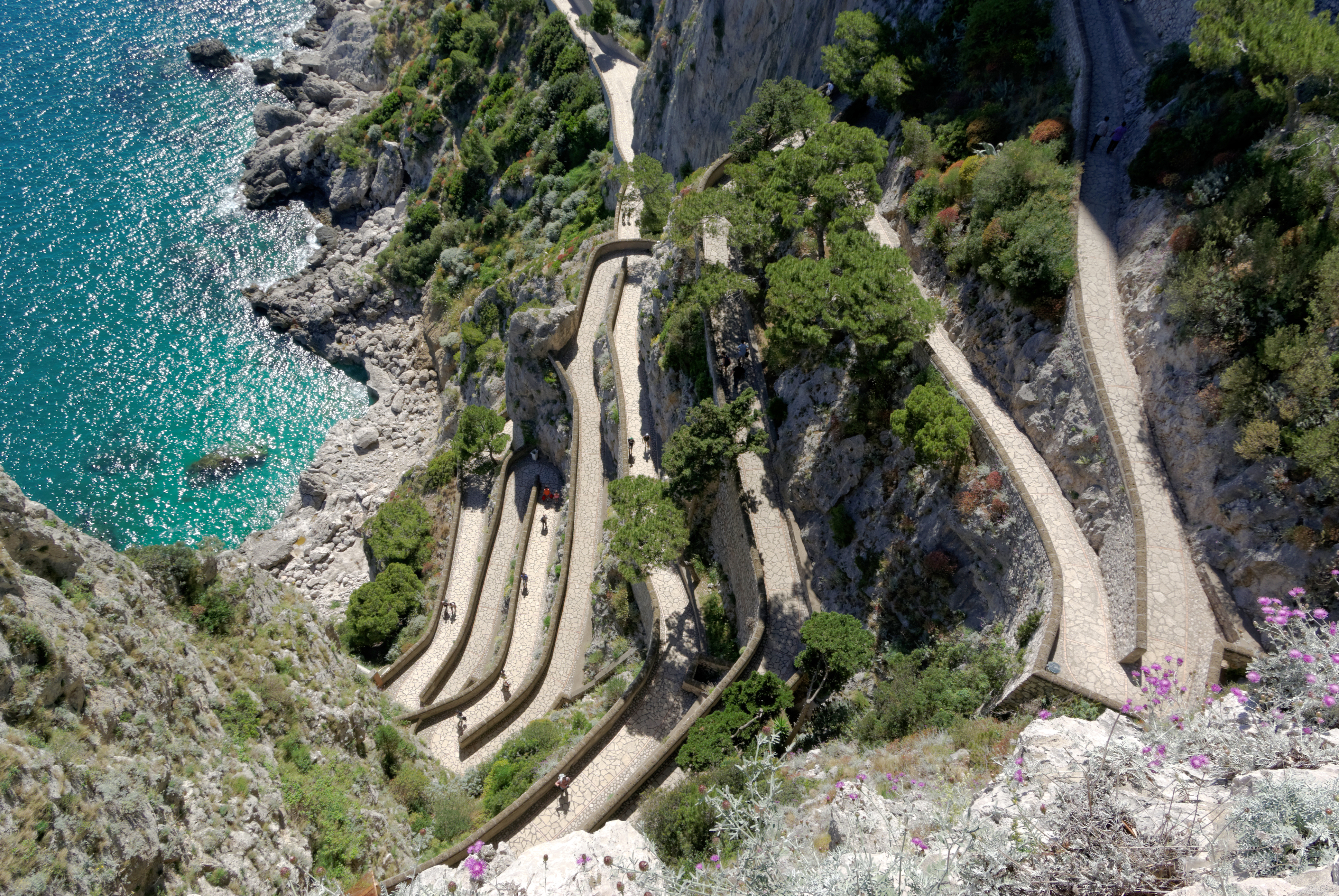
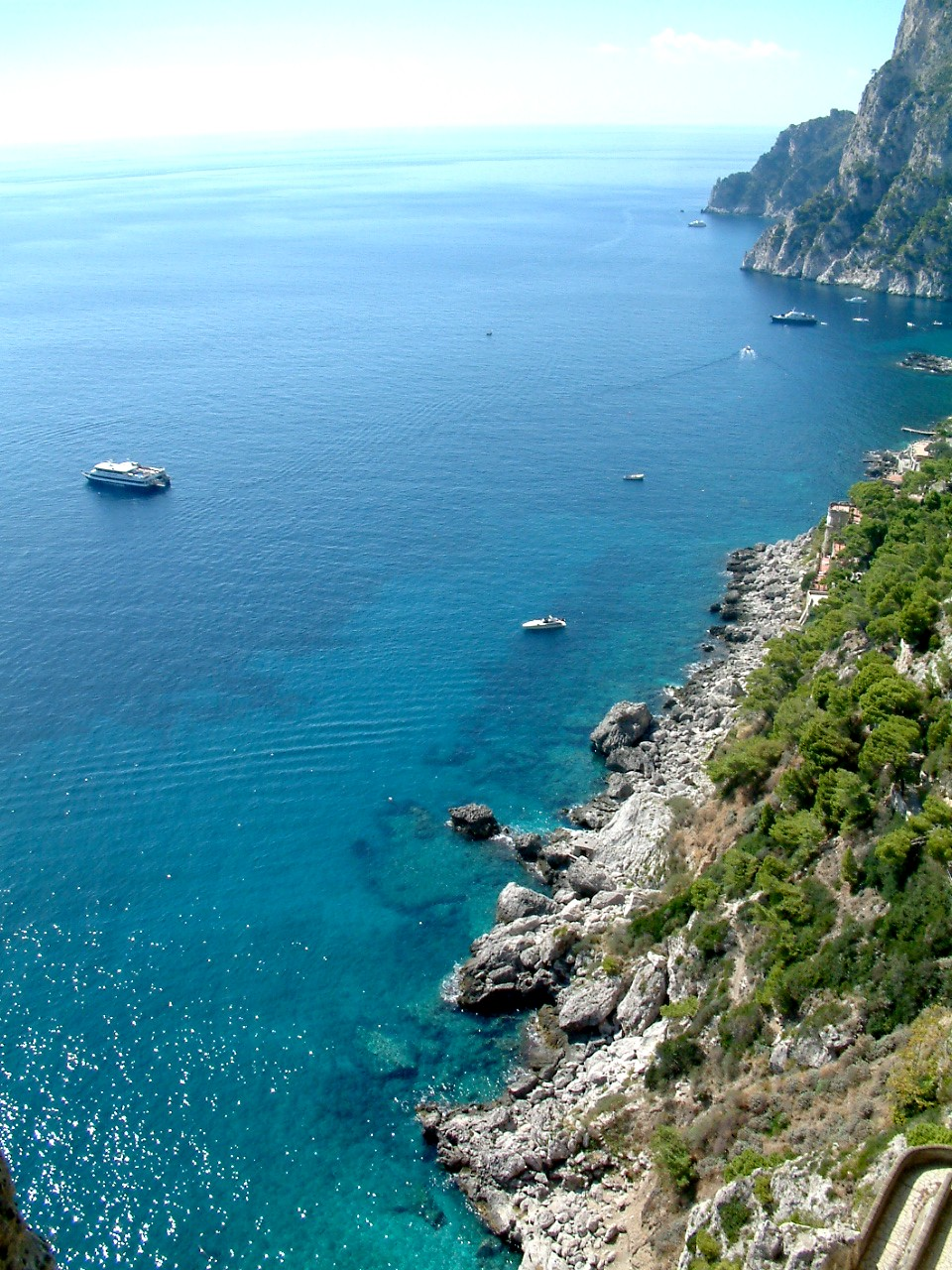
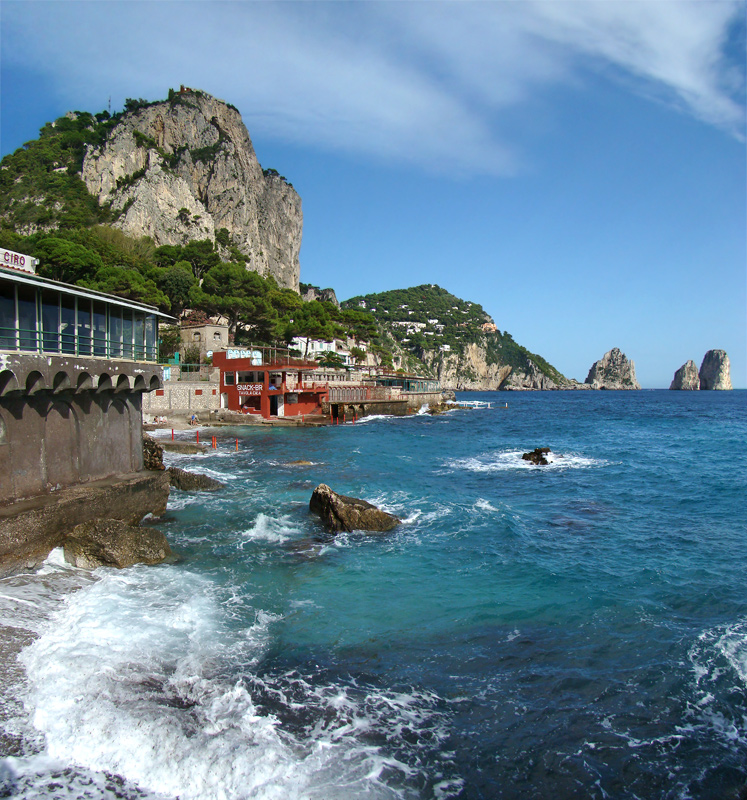
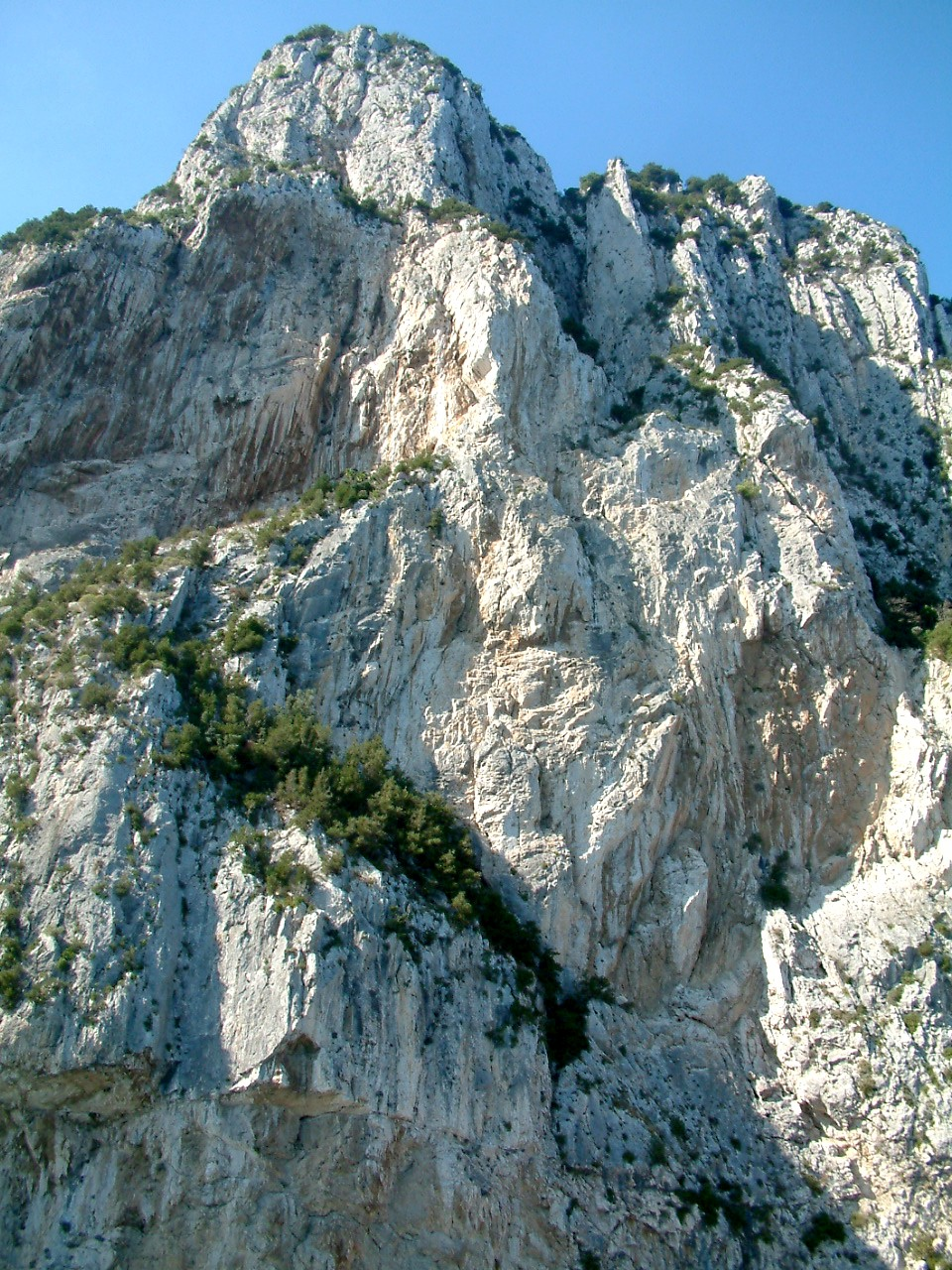
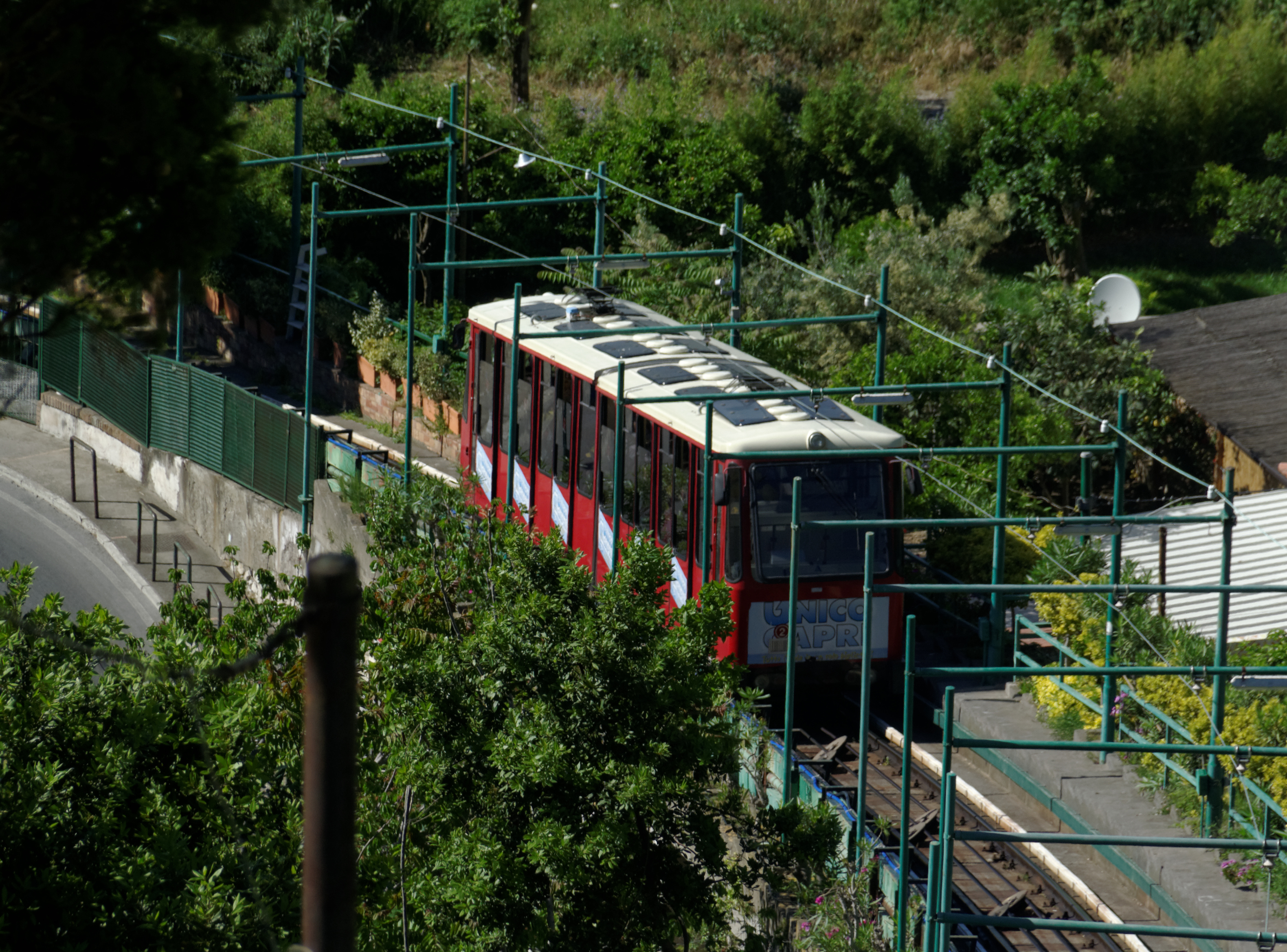
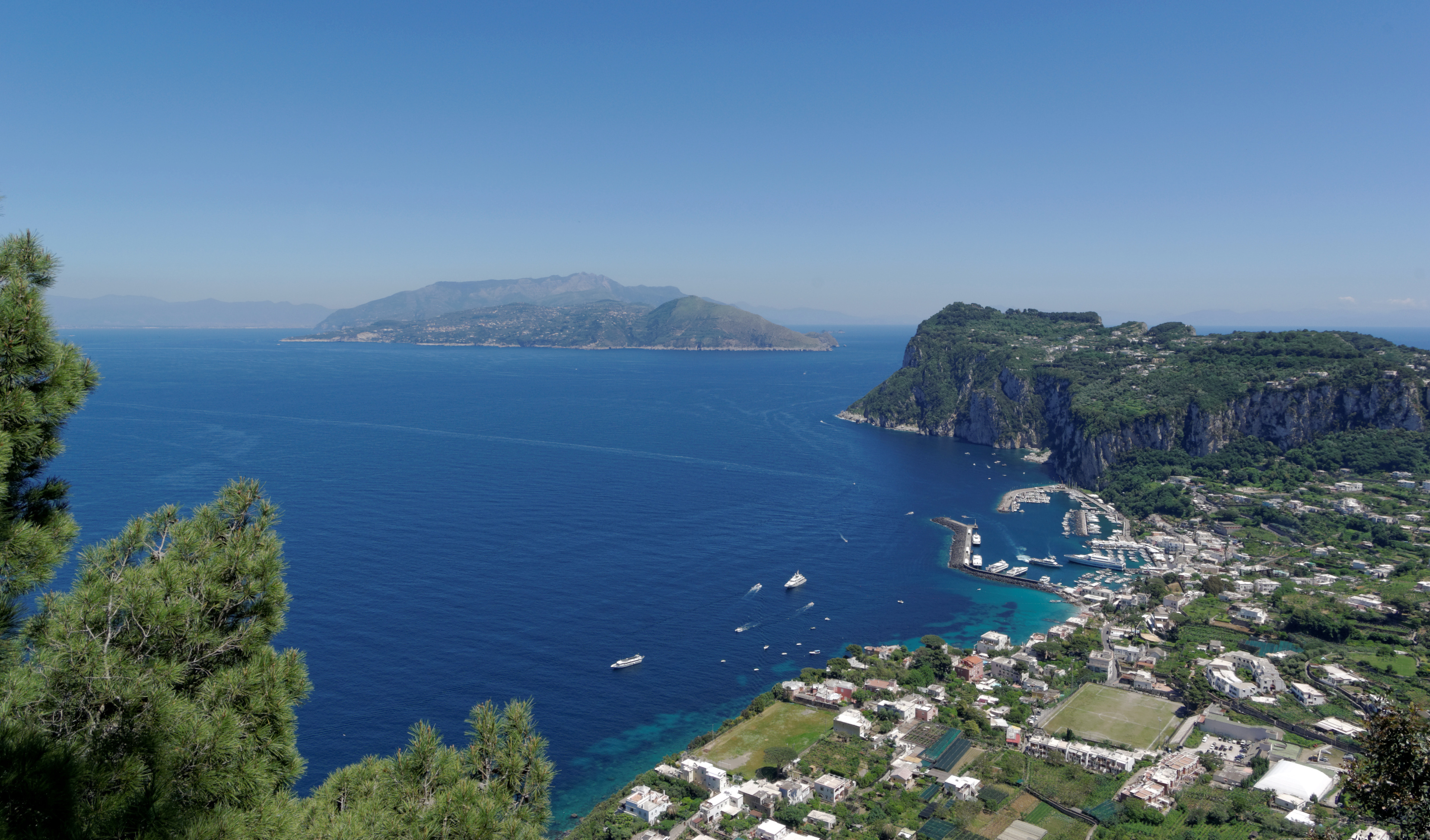
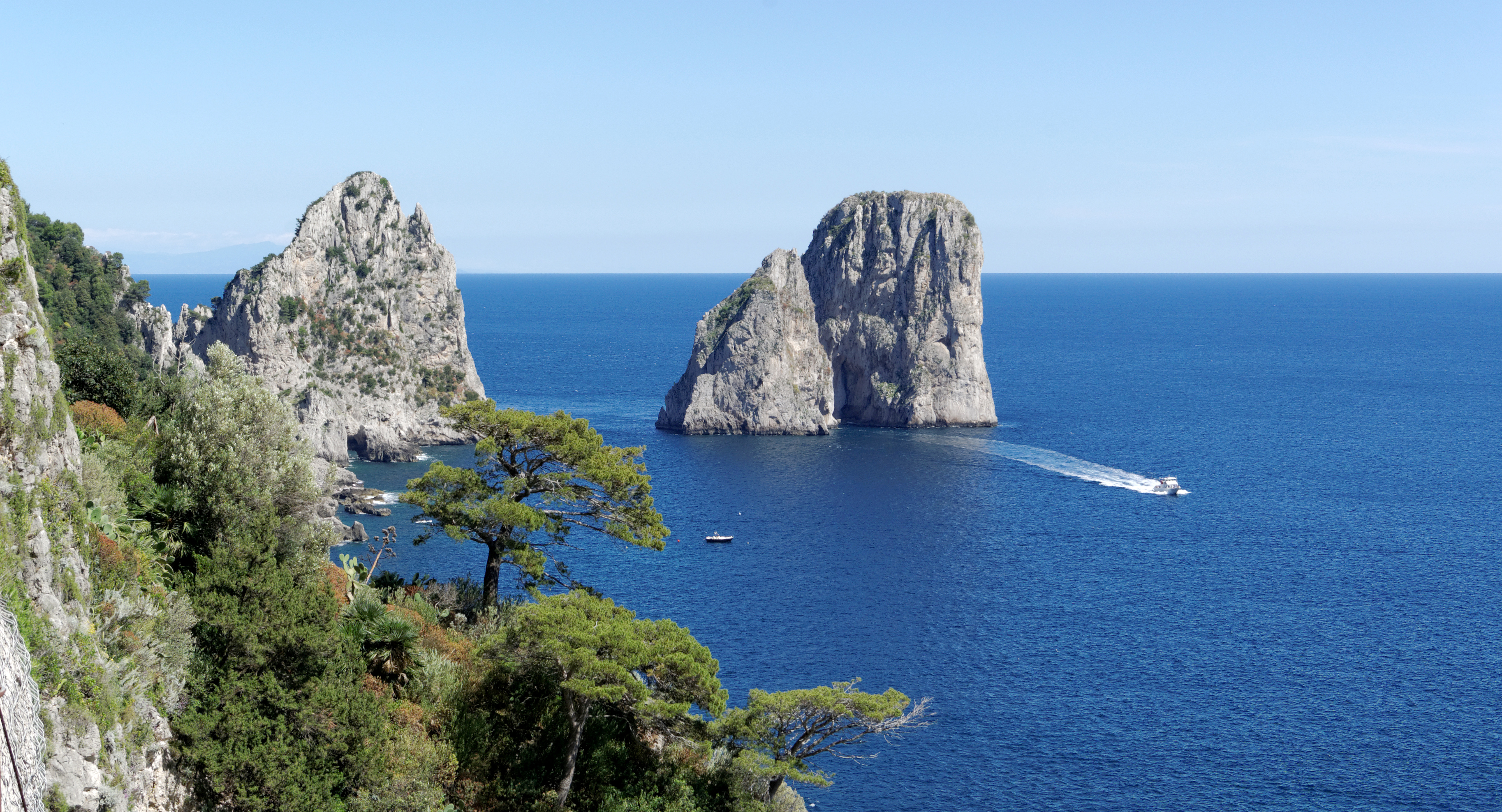
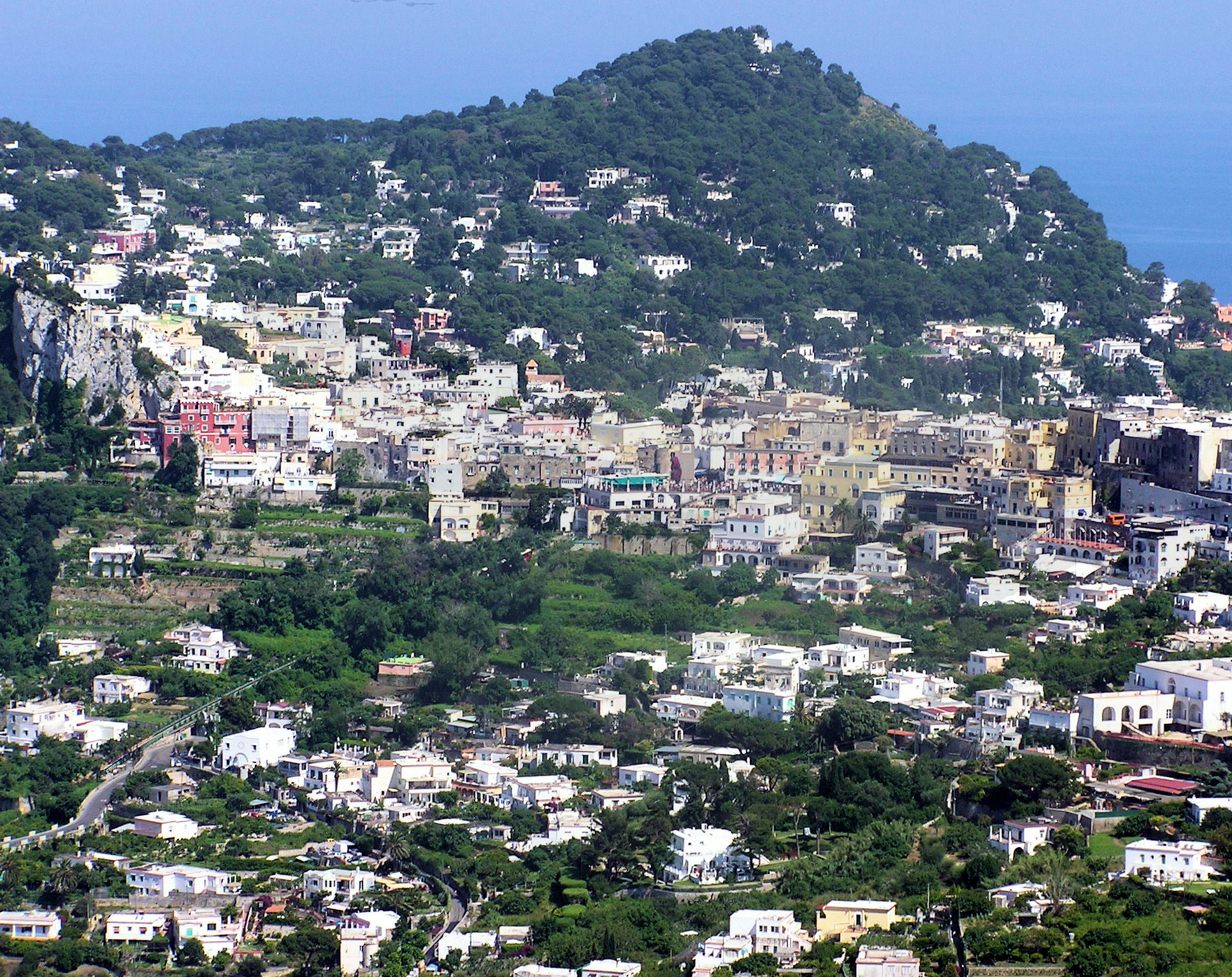
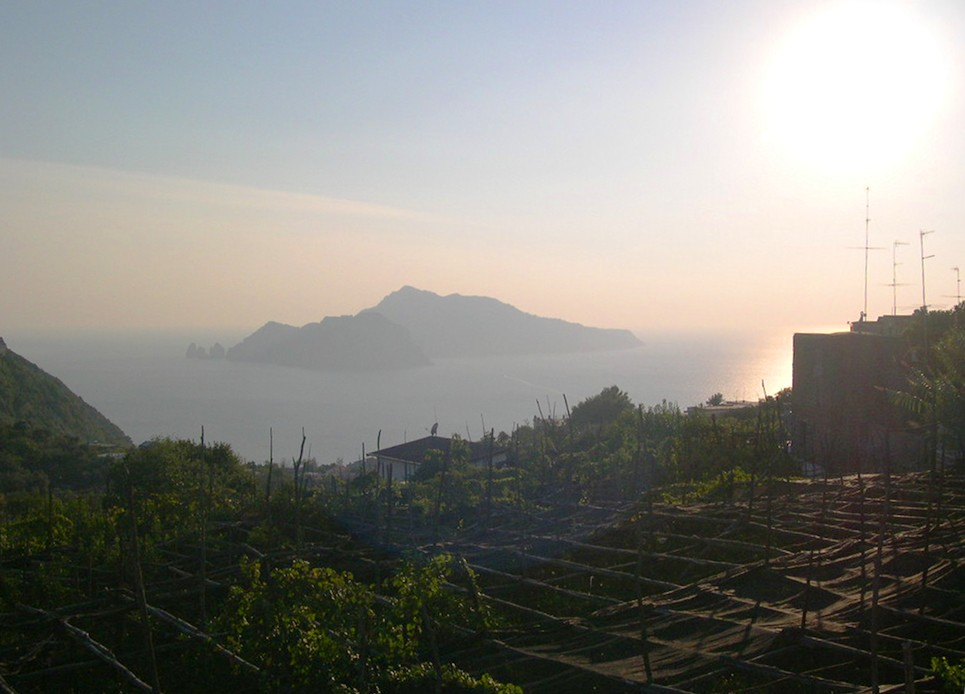
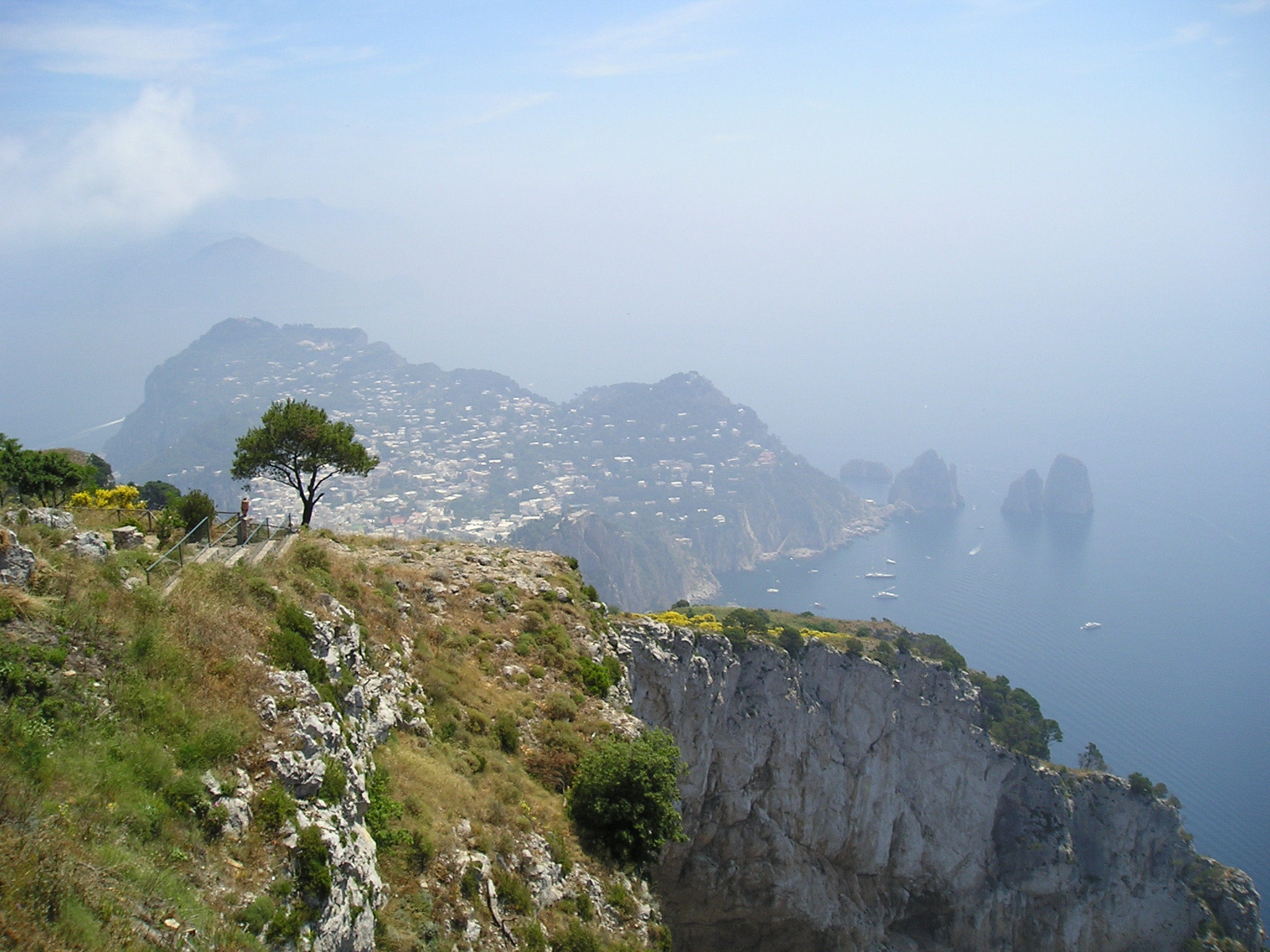
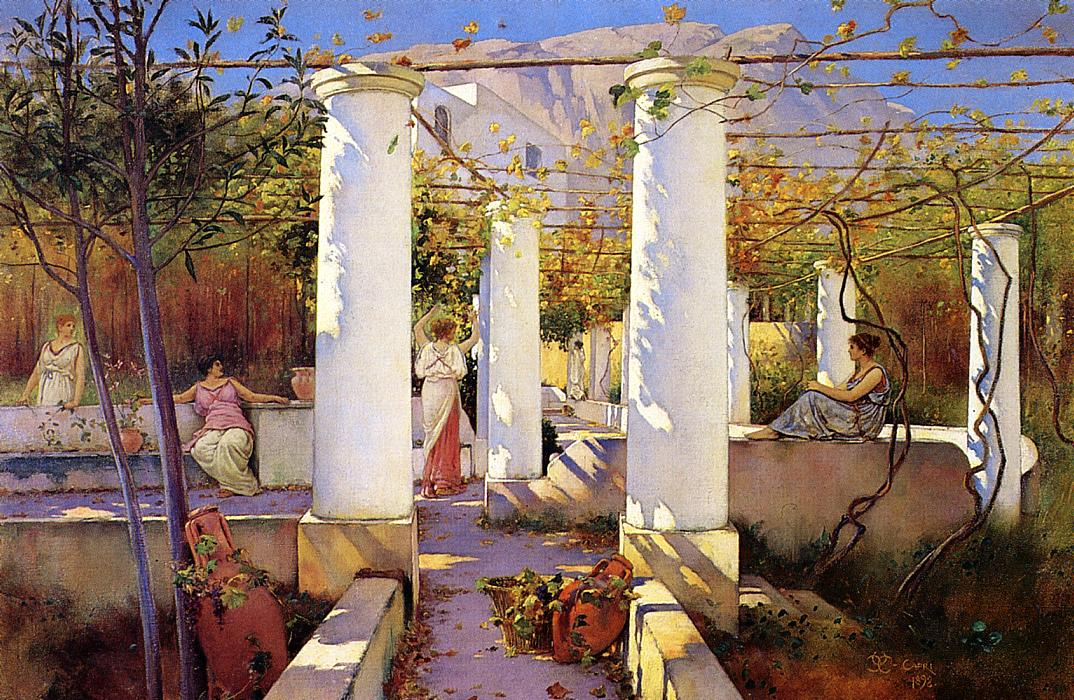
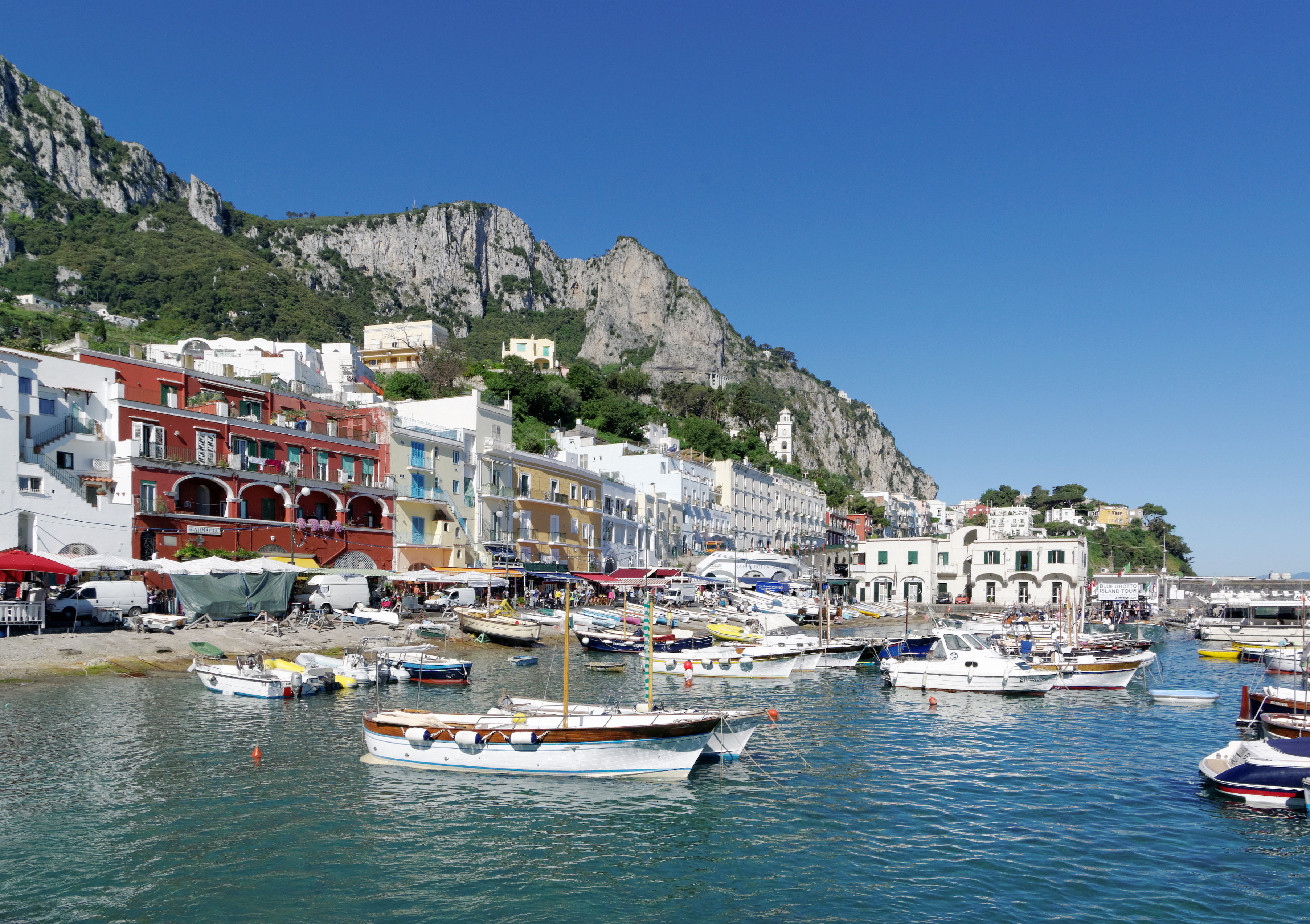